# روبرت آرنوت
روبرت آرنوت (بالإنجليزية: Robert Arnott)‏ هو عالم آثار بريطاني، ولد في 1951.